# Intercall
Intercall es un servicio de red Inteligente para el uso de llamadas internacionales mediante VozIP.
Este servicio lo ofrecen las compañías de telecomunicaciones mediante número de tarificación especial donde el cliente final paga la llamada a dicho número siendo este un número de pasarela para realizar llamadas internacionales.

## Uso de Intercall en España con 902
Funciona marcando simplemente un número 902 y, después de la locución, marcando 00 y el prefijo del país al que quieres llamar seguido del número de teléfono. Funcionará siempre y cuando el servicio al país en cuestión este activo. Para acceder a InterCall no hace falta pagar cuotas iniciales ni mensuales. Simplemente marcar el número 902. El coste está compuesto por un coste fijo por establecimiento de llamada y uno variable dependiendo de los minutos de duración de la misma, y el horario en que se han efectuado esos minutos.

## Influencia en el modelo de negocio para los usuarios
• Mayor ahorro de llamadas en destinos internacionales